# NGC 3291
NGC 3291 – gwiazda znajdująca się w gwiazdozbiorze Małego Lwa, widoczna na niebie w pobliżu galaktyki NGC 3294. Zaobserwował ją Guillaume Bigourdan 5 kwietnia 1885 roku i podejrzewając, że jest zanurzona w słabej mgławicy, skatalogował ją jako obiekt typu „mgławicowego”.